# Patrick Modiano

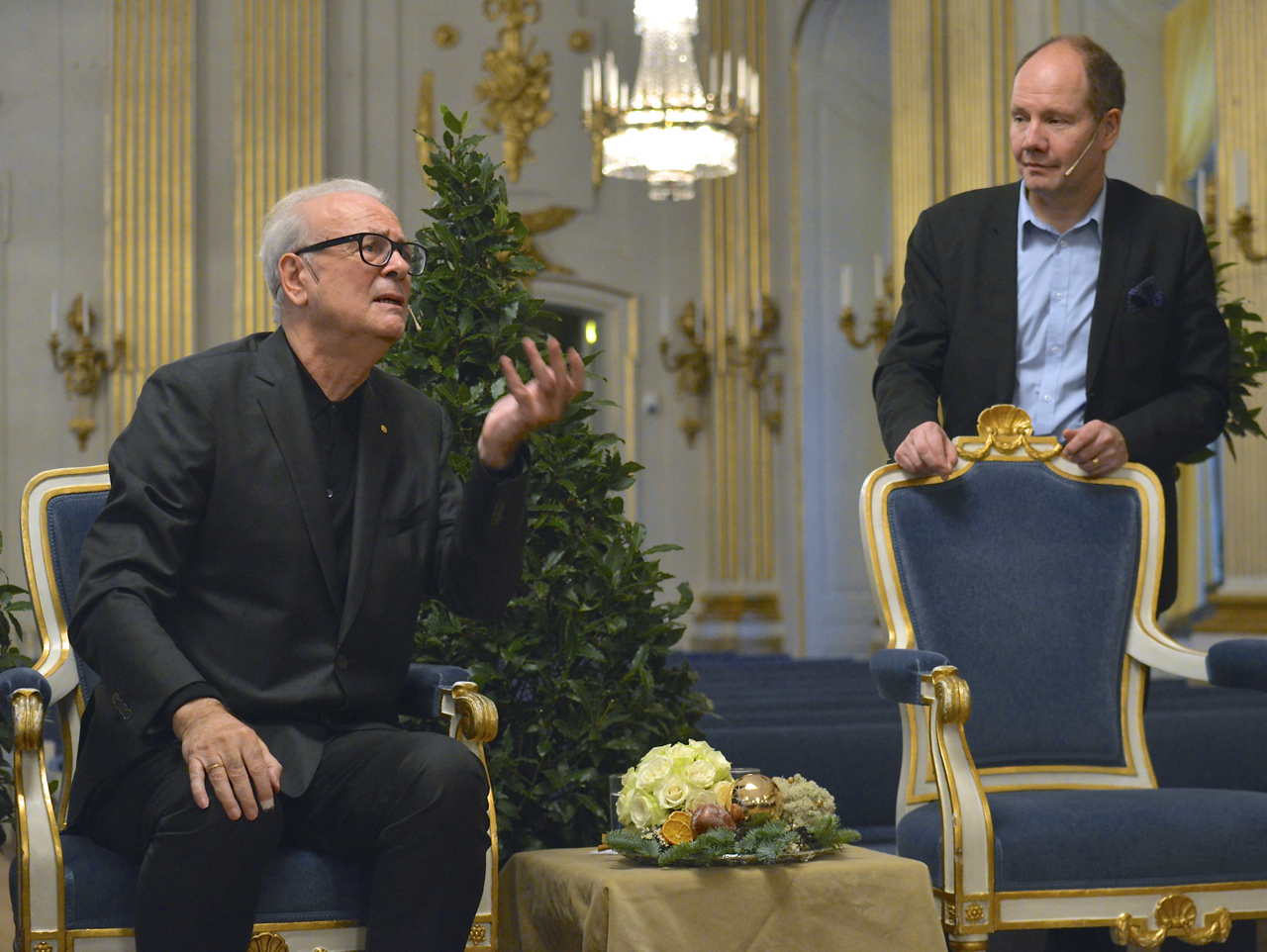
Patrick Modiano och Peter Englund i Börshuset i Stockholm.

Jean Patrick Modiano, född 30 juli 1945 i Boulogne-Billancourt nära Paris, är en fransk författare. 
Modiano belönades med Grand prix du roman de l'Académie française 1972 och Goncourtpriset 1978. År 2014 tilldelades han Nobelpriset i litteratur "för den minneskonst varmed han frammanat de ogripbaraste levnadsöden och avtäckt ockupationsårens livsvärld".

## Biografi
”Jag föddes den 30 juli 1945 i Boulogne-Billancourt, 11 Allée Marguerite, som son till en jude och flamländska som hade lärt känna varandra under ockupationen.” Hans mor som är halvungersk föddes Antwerpen i  Belgien och arbetade som skådespelare innan hon flyttade till Frankrike. Där träffade hon Modianos far som född i Paris arbetade som affärsman. Han stammade från sefardiska judar i grekiska Thessaloniki.Patrick Modiano växte upp i en förort till Paris och har studerat vid Lycée Henri-IV i Paris samt tagit privatlektioner i geometri för författaren Raymond Queneau som kom att spela en avgörande roll för hans utveckling.
Modiano romandebuterade 1968 med Place de l'Étoile. Hans verk kretsar kring ämnen som tid, minne, glömska, identitet och skuld där Paris oftast är närvarande i texten. Hans verk är delvis självbiografiska och visar ibland släktskap med varandra där det händer att episoder och personer återkommer i olika berättelser. De bygger ofta på händelser från den tyska ockupationen, deportation och förföljelse. Den har ofta hemstaden och dess historia som ett sammanlänkande tema. 
En bok med dokumentär prägel är Dora Bruder (1997, på svenska 2014) som bygger på den sanna historien om en femtonårig flicka i Paris som blir förintelsens offer under andra världskriget. Modianos mest självbiografiska verk är Un pedigree (2005) - ”En stamtavla”. 
Modiano har även skrivit barnböcker och varit verksam som filmmanusförfattare. Några av hans böcker har filmatiseras och bland flera egna filmmanus han skrivit finns Lacombe Lucien av Louis Malle. 
På 1960-talet skrev han även tillsammans med Huges de Courson sångtexter till flera populära sånger av den franska sångerskan Francoise Hardy.

### Privatliv
Patrick Modiano är sedan 1970 gift med Dominique Zehrfuss, och tillsammans har de två döttrar. Den yngsta dottern är sångerskan och låtskrivaren Marie Modiano, gift med den svenske musikern Peter von Poehl och delvis bosatt i Sverige.

### Böcker utgivna på svenska
- Place de l'Étoile (La place de l'Étoile). Panacheserien, 99-0117874-6. Stockholm: Bonnier. 1970. Libris 105294  - Översättning: Lena och Cai Melin.
- Villa Triste (Villa Triste). En PAN-bok, 99-0104304-2. Stockholm: PAN/Norstedts. 1977. Libris 7152547. ISBN 91-1-771571-7 - Översättning: Anne-Marie Edéus.
- De yttre boulevarderna (Les boulevards de ceinture). En PAN-bok, 99-0104304-2. Stockholm: PAN/Norstedts. 1974. Libris 7151953. ISBN 91-1-741331-1 - Översättning: Anne-Marie Edéus.
- Familjebok (Livret de famille). Panter, 99-0159215-1. Stockholm: Norstedts. 1979. Libris 7152897. ISBN 91-1-791221-0 - Översättning: Anne-Marie Edéus.
- De dunkla butikernas gata (Rue des boutiques obscures). Panter, 99-0159215-1. Stockholm: Norstedts. 1980. Libris 7153102. ISBN 91-1-801401-1 - Översättning: Anne-Marie Edéus.
- Ungdomsår (Une jeunesse). Panter, 99-0159215-1. Stockholm: Norstedts. 1985. Libris 7154152. ISBN 91-1-851411-1 - Översättning: Anne-Marie Edéus.
- Minnets kvarter (Quartier perdu). Panter, 99-0159215-1. Stockholm: Norstedts. 1986. Libris 7154370. ISBN 91-1-861271-7 - Översättning: Anne-Marie Edéus.
- Bröllopsresa (Voyage de noces). Stockholm: Bonnier. 1992. Libris 7148725. ISBN 91-0-055259-3 - Översättning: Katja Waldén.
- En cirkus drar förbi (Un cirque passe). Stockholm: Bonnier. 1993. Libris 7148998. ISBN 91-0-055603-3 - Översättning: Katja Waldén.
- Lilla smycket (La petite bijou). Stockholm: Elisabeth Grate bokförlag. 2012. Libris 13475442. ISBN 978-91-86497-19-4  - Översättning: Pontus Grate.
- Nätternas gräs (L'herbe des nuits). Stockholm: Grate. 2013. Libris 14211363. ISBN 9789186497309 - Översättning: Anna Säflund-Orstadius.
- Dora Bruder (Dora Bruder). Elisabeth Grate Bokförlag. 2014. Libris 16525172. ISBN 9789186497415 - Översättning: Madeleine Gustafsson.
- En stamtavla (Un pedigree). Elisabeth Grate Bokförlag. 2015. Libris 17405369. ISBN 9789186497453 - Översättning: Kristoffer Leandoer.
- På den förlorade ungdomens café (Dans le café de la jeunesse perdue). Elisabeth Grate Bokförlag. 2015. Libris 17917279. ISBN 9789186497460 - Översättning: Mathias Andersson och Mikael Furugärde.
- För att du inte ska gå vilse i kvarteret  (Pour que tu ne te perdes pas dans le quartier). Elisabeth Grate Bokförlag. 2016. Libris 18571027 - Översättning: Anna Säflund-Orstadius.
- Straffeftergift. Elisabeth Grate Bokförlag. 2017. - Översättning: Anna Säflund-Orstadius
- Slumrande minnen. Elisabeth Grate Bokförlag. 2018. - Översättning: Anna Säflund-Orstadius.
- Ur den djupaste glömska. Elisabeth Grate Bokförlag. 2020 - Översättning: Anna Säflund-Orstadius.
- Osynligt bläck. Elisabeth Grate Bokförlag. 2021. - Översättning: Anna Säflund-Orstadius.